# Boksen op de Olympische Zomerspelen 1936
Boksen is een van de sporten die beoefend werden tijdens de Olympische Zomerspelen 1936 in Berlijn. De bokswedstrijden werden gehouden in de Deutschlandhalle.

## Heren
Uitslagen per gewichtsklasse: 

### vlieggewicht (tot 50.80 kg)
| rang   | sporter             | land |
| ------ | ------------------- | ---- |
| Goud   | Willi Kaiser        | GER  |
| Zilver | Gavino Matta        | ITA  |
| Brons  | Louis Daniel Lauria | USA  |
| 4      | Alfredo Carlomagno  | ARG  |
| 5      | Raoul Degryse       | BEL  |
| 5      | William Passmore    | RSA  |
| 5      | Edmund Sobkowiak    | POL  |
| 5      | Fidel Tricánico     | URU  |

### bantamgewicht (tot 53.52 kg)
| rang   | sporter             | land |
| ------ | ------------------- | ---- |
| Goud   | Ulderico Sergo      | ITA  |
| Zilver | Jack Wilson         | USA  |
| Brons  | Fidel Ortiz         | MEX  |
| 4      | Stig Cederberg      | SWE  |
| 5      | Joseph Cornelis     | BEL  |
| 5      | Oscar de Larrazábal | PHI  |
| 5      | Alexander Hannan    | RSA  |
| 5      | Shunpei Hashioka    | JPN  |

### vedergewicht (tot 57.15 kg)
| rang   | sporter             | land |
| ------ | ------------------- | ---- |
| Goud   | Oscar Casanovas     | ARG  |
| Zilver | Charles Catterall   | RSA  |
| Brons  | Josef Miner         | GER  |
| 4      | Dezső Frigyes       | HUN  |
| 5      | Theodore Ernst Kara | USA  |
| 5      | William Marquart    | CAN  |
| 5      | Aleksander Polus    | POL  |
| 5      | John Treadaway      | GBR  |

### lichtgewicht (tot 61.24 kg)
| rang   | sporter          | land |
| ------ | ---------------- | ---- |
| Goud   | Imre Harangi     | HUN  |
| Zilver | Nikolai Stepulov | EST  |
| Brons  | Erik Ågren       | SWE  |
| 4      | Poul Kops        | DEN  |
| 5      | Carlos Lillo     | CHI  |
| 5      | Lidoro Oliver    | ARG  |
| 5      | Jose Padilla jr. | PHI  |
| 5      | Andrew Scrivani  | USA  |

### weltergewicht (tot 66.68 kg)
| rang   | sporter             | land |
| ------ | ------------------- | ---- |
| Goud   | Sten Suvio          | FIN  |
| Zilver | Michael Murach      | GER  |
| Brons  | Gerhard Petersen    | DEN  |
| 4      | Roger Tritz         | FRA  |
| 5      | Simplicio de Castro | PHI  |
| 5      | Hens Dekkers        | NED  |
| 5      | Imre Mándi          | HUN  |
| 5      | Raúl Rodríguez      | ARG  |

### middengewicht (tot 72.57 kg)
| rang   | sporter              | land |
| ------ | -------------------- | ---- |
| Goud   | Jean Despeaux        | FRA  |
| Zilver | Henry Tiller         | NOR  |
| Brons  | Raúl Villareal       | ARG  |
| 4      | Henryk Chmielewski   | POL  |
| 5      | Adolf Baumgarten     | GER  |
| 5      | James Clark Atkinson | USA  |
| 5      | Tin Dekkers          | NED  |
| 5      | Josef Hrubeš         | TCH  |

### halfzwaargewicht (tot 79.38 kg)
| rang   | sporter              | land |
| ------ | -------------------- | ---- |
| Goud   | Roger Michelot       | FRA  |
| Zilver | Richard Vogt         | GER  |
| Brons  | Francisco Risiglione | ARG  |
| 4      | Robert Leibbrandt    | RSA  |
| 5      | James Griffin        | GBR  |
| 5      | František Havelka    | TCH  |
| 5      | Børge Holm           | DEN  |
| 5      | Hannes Koivunen      | FIN  |

### zwaargewicht (boven 79.38 kg)
| rang   | sporter          | land |
| ------ | ---------------- | ---- |
| Goud   | Herbert Runge    | GER  |
| Zilver | Guillermo Lovell | ARG  |
| Brons  | Erling Nilsen    | NOR  |
| 4      | Ferenc Nagy      | HUN  |
| 5      | José Feans       | URU  |
| 5      | Vincent Stuart   | GBR  |
| 5      | Olle Tandberg    | SWE  |
| 5      | Ernest Toussaint | LUX  |

## Medaillespiegel
| rang   | land             | goud | zilver | brons | totaal |
| ------ | ---------------- | ---- | ------ | ----- | ------ |
| 1      | Duitsland        | 2    | 2      | 1     | 5      |
| 2      | Frankrijk        | 2    | 0      | 0     | 2      |
| 3      | Argentinië       | 1    | 1      | 2     | 4      |
| 4      | Italië           | 1    | 1      | 0     | 2      |
| 5      | Hongarije        | 1    | 0      | 0     | 1      |
| 5      | Finland          | 1    | 0      | 0     | 1      |
| 7      | Verenigde Staten | 0    | 1      | 1     | 2      |
| 7      | Noorwegen        | 0    | 1      | 1     | 2      |
| 9      | Estland          | 0    | 1      | 0     | 1      |
| 9      | Zuid-Afrika      | 0    | 1      | 0     | 1      |
| 11     | Denemarken       | 0    | 0      | 1     | 1      |
| 11     | Mexico           | 0    | 0      | 1     | 1      |
| 11     | Zweden           | 0    | 0      | 1     | 1      |
| totaal | totaal           | 8    | 8      | 8     | 24     |